# Raimundo Pastore
Raimundo Carlos  Pastore   ( Argentina, 1900 – mismo país, 19 de agosto de 1977) fue un actor de radio, cine y televisión.

## Teatro
- 1953: Aquí Todos se Divierten Teatro Avenida con Humberto Ortiz, Fernando Borel, Estrella Rivera, Grises Tesera, Raquel Bor, Marión Cristie y Vicente Formi.
- 1960: Con el loco era otra cosa , junto a Adolfo Linvel, Pedro Quartucci, Pety Petcoff, Diana Lupe, Trío Charola, Vicente La Russa y Paquita Morel. Estrenada en el Teatro El Nacional.[1]

## Filmografía
Actor
- El picnic de los Campanelli    (1972)
- El calavera    (1958)
- Como yo no hay dos    (1952)
- Hoy canto para ti    (1950)
- Una noche en el Ta Ba Rin    (1949)
- Maridos modernos    (1948)
- La hostería del caballito blanco    (1948)
- Tres millones y el amor    (1946)
- Cuando en el cielo pasen lista    (1945)
- La casta Susana    (1944)
- Delirio    (1944)
- Eclipse de sol    (1943)
- Los hijos artificiales    (1943)
- Historia de una noche    (1941)
- Novios para las muchachas    (1941)
- Hogar, dulce hogar    (1941)
- El hermano José    (1941)
- Una vez en la vida    (1941)
- El inglés de los güesos    (1940)
- Puerta cerrada    (1939)
- Loco lindo    (1936) .... Braulio

## Televisión
Actuó en el suceso televisivo " Los Campanelli" donde hacia del vecino gallego, antagonista de Don Carmelo Campanelli, italiano.
Se emitió todos los domingos entre 1969 y 1974 llegando a ser la familia más famosa y querida de la Argentina.
Fue una comedia costumbrista creada por Héctor Maselli, sobre idea de Juan Carlos Mesa, Óscar Viale y Jorge Basurto.
- El mundo del espectáculo    (1 episodio, 1968)
  -  Mi prima esta loca  (1968) Episodio
- Teatralerías    (1967) Serie
- Cosas de papá y mamá  (1964) Serie.... Padre